# Pianello Val Tidone
Pianello Val Tidone is een gemeente in de Italiaanse provincie Piacenza (regio Emilia-Romagna) en telt 2273 inwoners (31-12-2004). De oppervlakte bedraagt 36,4 km², de bevolkingsdichtheid is 61 inwoners per km².

## Demografie
Pianello Val Tidone telt ongeveer 1067 huishoudens. Het aantal inwoners daalde in de periode 1991-2001 met 4,2% volgens cijfers uit de tienjaarlijkse volkstellingen van ISTAT.
| Jaar | Inwoneraantal |
| ---- | ------------- |
| 1991 | 2303          |
| 2001 | 2207          |

## Geografie
Pianello Val Tidone grenst aan de volgende gemeenten: Agazzano, Alta Val Tidone, Borgonovo Val Tidone en Piozzano.
Agazzano · Alseno · Alta Val Tidone · Besenzone · Bettola · Bobbio · Borgonovo Val Tidone · Cadeo · Calendasco · Caorso · Carpaneto Piacentino · Castel San Giovanni · Castell'Arquato · Castelvetro Piacentino · Cerignale · Coli · Corte Brugnatella · Cortemaggiore · Farini · Ferriere · Fiorenzuola d'Arda · Gazzola · Gossolengo · Gragnano Trebbiense · Gropparello · Lugagnano Val d'Arda · Monticelli d'Ongina · Morfasso · Ottone · Piacenza · Pianello Val Tidone · Piozzano · Podenzano · Ponte dell'Olio · Pontenure · Rivergaro · Rottofreno · San Giorgio Piacentino · San Pietro in Cerro · Sarmato · Travo · Vernasca · Vigolzone · Villanova sull'Arda · Zerba · Ziano Piacentino
- MusicBrainz: ed1e47a1-8a0d-4272-a34b-4cee52e6ad93
- Virtual International Authority File: 240582880

1. ↑  https://demo.istat.it/?l=it.